# Народно-ліберальна партія (Болгарія)
Народно-ліберальна партія — болгарська політична партія, існувала від середини 1880-их до 1920 року.

## Історія
Основу майбутньої Народно-ліберально партії склала група лібералів, яка сформувалась навколо Стефана Стамболова після державного перевороту й усунення від влади Олександра Баттенберга.
Після вбивства лідера партії Стефана Стамболова 1895 року її очолив Димитр Петков. Після чого почались перемовини щодо об'єднання з Ліберальною партією на Васила Радославова, але вони не мали успіху, після чого партію очолив Димитр Греков.
Після смерті Димитра Грекова 1901 року почались перемовини щодо створення коаліційного уряду з Демократичною партією Петко Каравелова, проте вони також успіху не мали.
Після убивства чергового лідера партії Димитра Петкова 1907 року авторитет партії почав падати. Її представники брали участь в коаліційному уряді з ліберальною та Младоліберальною партіями під час Першої світової війни.

## Лідери
- 1887–1895 : Стефан Стамболов
- 1895–1896 : Димитр Петков
- 1896–1901 : Димитр Греков
- 1901–1907 : Димитр Петков
- 1907–1919 : Нікола Генадієв
- 1919–1920 : Добри Петков